# Championnat de Belgique féminin de football 1985-1986
 (novembre 2024).
Si vous disposez d'ouvrages ou d'articles de référence ou si vous connaissez des sites web de qualité traitant du thème abordé ici, merci de compléter l'article en donnant les références utiles à sa vérifiabilité et en les liant à la section « Notes et références ».
Navigation
Saison précédente Saison suivante
Le championnat de Belgique féminin de football 1985-1986 est la 15e édition du championnat de première division belge de football féminin. Il se dispute lors de la saison 1985-1986. 
Ce championnat est disputé par quatorze équipes. Il est remporté par le Standard Fémina de Liège, c'est le 7e titre pour les Liégeoises et leur 3e consécutif.

## Classement
| Rang | Équipe                   | Pts | J  | G  | N | P  | Bp | Bc  | Diff |
| ---- | ------------------------ | --- | -- | -- | - | -- | -- | --- | ---- |
| 1    | Standard Fémina de Liège | 43  | 26 | 20 | 3 | 3  | 76 | 17  | +59  |
| 2    | Eva's Kumtich            | 39  | 26 | 18 | 3 | 5  | 75 | 31  | +44  |
| 3    | Herk Sport               | 39  | 26 | 17 | 5 | 4  | 75 | 18  | +57  |
| 4    | RWD Herentals            | 39  | 26 | 17 | 5 | 4  | 65 | 24  | +41  |
| 5    | KSV Cercle Bruges        | 38  | 26 | 18 | 2 | 6  | 49 | 39  | +10  |
| 6    | Brussel Dames 71         | 37  | 26 | 16 | 5 | 5  | 72 | 25  | +47  |
| 7    | DVC Kuurne               | 25  | 26 | 11 | 3 | 12 | 55 | 35  | +20  |
| 8    | Astrio Begijnendijk      | 25  | 26 | 11 | 3 | 12 | 42 | 43  | -1   |
| 9    | DVK Gand                 | 20  | 26 | 6  | 8 | 12 | 30 | 49  | -19  |
| 10   | Lady's Scherpenheuvel    | 16  | 26 | 5  | 6 | 15 | 38 | 79  | -41  |
| 11   | DV Borgloon              | 13  | 26 | 4  | 5 | 17 | 27 | 66  | -39  |
| 12   | Assenede                 | 12  | 26 | 4  | 4 | 18 | 27 | 70  | -43  |
| 13   | VVDG Lommel              | 11  | 26 | 3  | 5 | 18 | 21 | 103 | -82  |
| 14   | DVV Bruges               | 7   | 26 | 2  | 3 | 21 | 18 | 71  | -53  |